# Février 1974

## Évènements
- 5 février : échec du projet d'union entre la Tunisie et la Libye.

- 7 février : indépendance de la Grenade.

- 8 février : coup d’État militaire en Haute-Volta. Aboubacar Sangoulé Lamizana suspend la constitution.

- 10 février (Espagne) : le Premier ministre Carlos Arias Navarro annonce un plan de libéralisation : élection de maires et du conseil municipal, élargissement de la fraction élue des Cortes, libéralisation des associations politiques et syndicales. Le projet n’arrivera pas à terme, les franquistes intransigeants en bloquant la réalisation.

- 13 février :
  - Conférence des pays consommateurs de pétrole à Washington[1].
  - Expulsion d'Alexandre Soljenitsyne, prix Nobel de littérature, à la suite de la publication de L'Archipel du Goulag.

- 14 février :
  - la Somalie adhère à la Ligue arabe[2].
  - La grève des ouvriers de la banane de 1974 en Martinique

- 22 février : Roger Frey est nommé Président du Conseil constitutionnel.

- 25 février : l’Arabie saoudite conditionne la fin de l’embargo à un désengagement d’Israël du Golan. Israël refuse un retrait total et les tensions reprennent sur le Golan.

- 27 février : Pierre Messmer est confirmé dans ses fonctions de Premier ministre.

- 28 février : 
  - Défaite des conservateurs aux législatives anticipées au Royaume-Uni. Harold Wilson se montre impuissant à convaincre les syndicats de modérer leurs revendications salariales sous peine de relancer la spirale inflationniste. Le TUC s’oppose fermement à son projet de limiter la hausse des revenus à 5 %.
  - Inauguration du Palais des congrès de Paris.

## Naissances
- 8 février : Guy-Manuel de Homem-Christo, musicien français, membre des Daft Punk.
- 9 février : Suzy Lee, illustratrice et auteure de littérature jeunesse sud-coréenne.
- 10 février : 
  - Elizabeth Banks, actrice et productrice américaine.
  - David Datuna, Artiste américain d'origine géorgienne († 24 mai 2022).
- 11 février :
  - Julien Arnaud, journaliste de TF1 français.
  - Sébastien Hinault, cycliste français.
  - D'Angelo, chanteur de Neo soul, pianiste, guitariste, compositeur, et producteur américain.
  - Pedrito de Portugal (Pedro Alexander Anjos Roque Silva), matador portugais.
- 13 février : Robbie Williams, chanteur britannique.
- 14 février : Philippe Léonard, footballeur belge.
- 17 février : 
  - Jerry O'Connell, acteur, réalisateur, scénariste et producteur de cinéma américain.
  - Al-Muhtadee Billah, Brunei Royale.
- 22 février : James Blunt, chanteur britannique.
- 24 février : 
  - Gila Gamliel, femme politique israélienne.
  - Brahim Thiam, joueur de football franco-malien.
- 26 février : Sébastien Loeb, pilote de rallye français.
- 27 février : Julie Andrieu, Animatrice de télévision française.

## Décès
- 2 février : Jean Absil, compositeur belge.
- 8 février : Fritz Zwicky, astrophysicien suisse.
- 14 février : Efraín Calderón Lara, homme politique yucatèque (° 13 novembre 1947).
- 16 février : Paul Struye, homme politique belge (° 1er septembre 1896).
- 21 février : Tim Horton, joueur de hockey.